# Hemsloh
Hemsloh là một đô thị thuộc the huyện Diepholz, trong bang Niedersachsen, Đức. Đô thị này có diện tích 26,77 km².